# 두루넷
두루넷(영어: Thrunet 스루넷[*])은 대한민국 최초의 초고속 인터넷 서비스 제공자이며, 삼보 컴퓨터의 계열사였다.

## 역사
- 1996년 11월 : 시범서비스를 시행하였다.
- 1997년 7월 : 광동축 혼합망을 이용해 전용회선 서비스를 제공했다.
- 1999년 : 대한민국 기업 역사상 나스닥에 상장된 기업으로 알려져 있다.
- 2006년 1월 1일 : 하나로텔레콤(현 SK브로드밴드)과 인수합병되었다.